# Софийская улица (Новосибирск)
Софи́йская улица — улица в Советском районе Новосибирска (микрорайон ОбьГЭС). 
Начинается от перекрёстка с Приморской и Гидромонтажной улицами и безымянной улицей (картографический сервис 2ГИС не указывает её название, по данным Яндекс.Карты безымянная улица, пересекающая данный перекрёсток — улица Молодости); далее (в юго-западном направлении) пересекается с Ветлужской улицей, в районе остановки «Чемской бор» заканчивается, соединяясь с трассой, которая является продолжением Софийской улицы и связывает населённые пункты Ленинское и Голубой Залив с микрорайоном ОбьГЭС. С юго-восточной стороны к Софийской улице примыкает улица Мухачёва, с северо-запада с ней образует Т-образный перекрёсток улица, объединённая с Софийской улицей общим названием.

## Чемской бор
Между Софийской улицей и Обским водохранилищем находится Чемской бор — лесной массив, уцелевший после образования водохранилища. На территории бора находится парк У моря Обского, он объединяет собственно парк, конный клуб, пляж и развлекательный центр «Бумеранг» (в нём также есть пляж с одноимённым названием, кафе, бар и две гостиницы).

## Организации
Промышленные предприятия
- Опытный завод СО РАН
- Новосибирский завод автофургонов

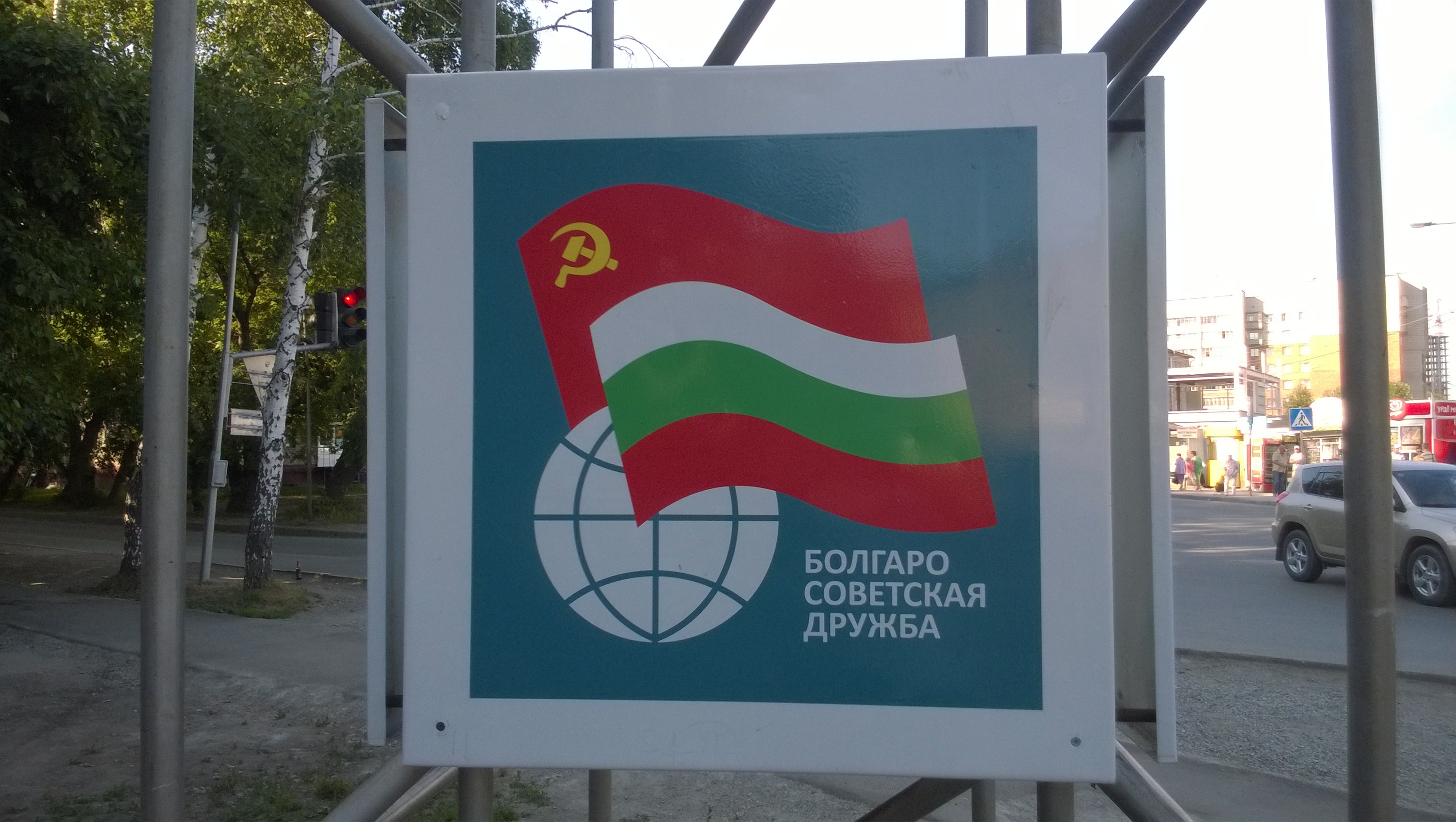

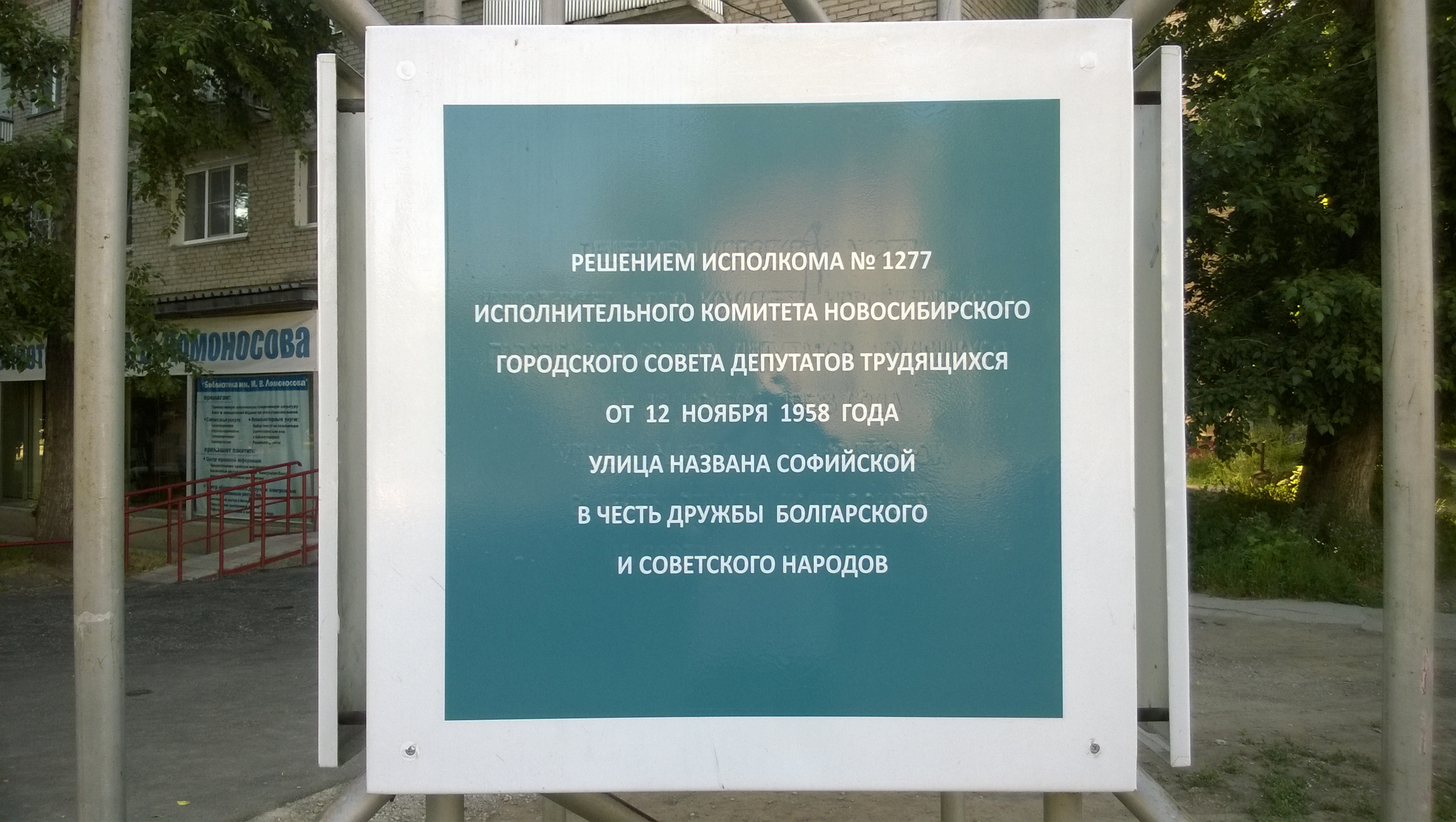

- Новосибирский завод конденсаторных установок
- Сибирский центр фармакологии и биотехнологии

Другие организации
- Больница № 3
- Центральная районная библиотека имени Ломоносова
- Комплексный центр социального обслуживания населения Советского района

## Транспорт
На Софийской улице расположены четыре остановки наземного транспорта: Ветлужская, Больница (Софийская ул.), ПКиО У моря Обского и Чемской бор. По улице курсируют автобусы и маршрутные такси.

## Мемориальные доски
На доме № 2 размещена шуточная мемориальная доска с надписью «01 апреля 2017 года здесь состоялось праздничное открытие этой памятной доски». Под надписью находится изображение улыбающегося и подмигивающего эмодзи с высунутым языком.